# Ngân hàng Trung ương Hàn Quốc
Ngân hàng Trung ương Hàn Quốc (Tiếng Hàn: 한국은행, Tiếng Anh: Bank of Korea) là ngân hàng trung ương của Đại Hàn Dân Quốc, thành lập năm 1950 tại Seoul.
Mục tiêu hàng đầu là ổn định giá cả. Vì vậy, ngân hàng định hướng kiếm soát lạm phát. Mục tiêu thời gian 2010-2012 là CPI trung bình của 03 năm ở mức 3,0% ± 1%.

## Lịch sử

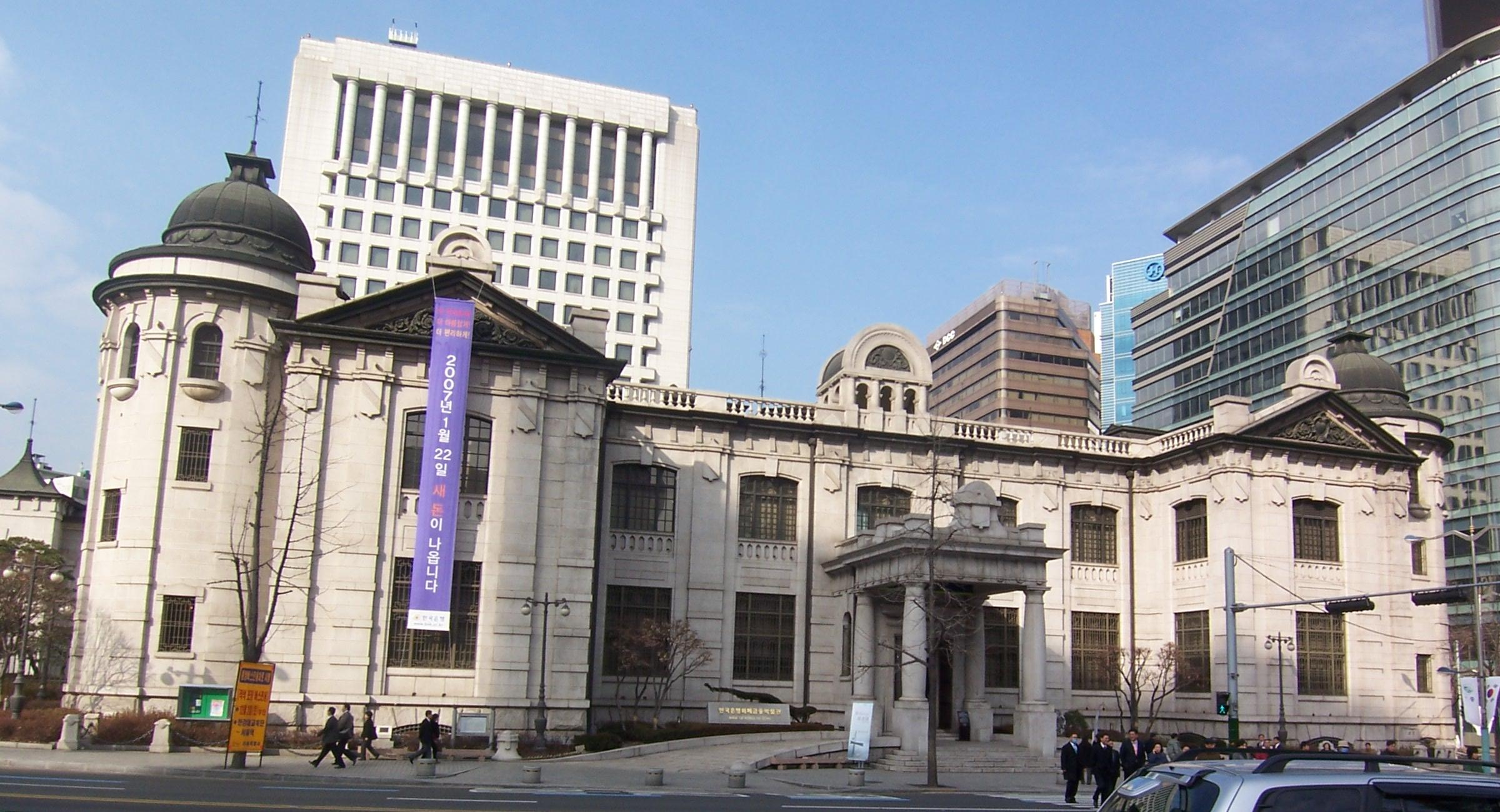
Trụ sở Ngân hàng Trung ương Hàn Quốc tại Seoul

Ngân hàng Trung ương Hàn Quốc thành lập ngày 12 tháng 6 năm 1950 theo đạo luật cùng tên.
Chức năng hàng đầu của ngân hàng này được xác định trong đạo luật thành lập nó là theo đuổi sự ổn định của giá cả. Ngân hàng định ra mục tiêu kiểm ổn định giá cả với sự tư vấn của Chính phủ, soạn thảo và công bố kế hoạch thực hiện bao gồm cả soạn thảo và công bố chính sách tiền tệ.
Sau cùng, Ngân hàng Trung ương Hàn Quốc thực hiện các chức năng cơ bản của một ngân hàng trung ương, đó là phát hành giấy bạc và tiền xu, công thức hóa và thực thi chính sách tín dụng và tiền tệ, cung cấp dịch vụ với vai trò ngân hàng của các ngân hàng và ngân hàng của chính phủ. Hơn nữa, Ngân hàng Trung ương Hàn Quốc vận hành và quản lý các hệ thống thanh khoản và chi trả và quản lý quỹ  ngoại tệ quốc gia. Nó cũng đảm đương các chức năng giám sát ngân hàng nhất định theo luật thành lập Ngân hàng Trung ương Hàn Quốc.
Các quan chức bao gồm Thống đốc, Phó thống đốc cấp cao và 5 Phó thống đốc điều hành các bộ phận chức năng ở trụ sở và 16 chi nhánh trong cả nước. Thêm vào đó, bộ phận kiểm toán trực thuộc Ủy ban Chính sách tiền tệ. Ông Lee Sungtae được bổ nhiệm là Thống đốc năm 2006. Trụ sở ngân hàng đặt tại đường Namdaemun Street, Jung-gu, Seoul.

## Ủy ban Chính sách tiền tệ
Trên đỉnh của bộ máy Ngân hàng Trung ương Hàn Quốc là Ủy ban Chính sách tiền tệ (Geumnyung Tonghwa Wiwonhoe). Chức năng chính của ủy ban là công thức hóa các chính sách tín dụng và tiền tệ. Ủy ban cân nhắc và giải quyết các vấn đề chính yếu liên quan đến hoạt động của Ngân hàng Trung ương Hàn Quốc.
Ủy ban Chính sách tiền tệ bao gồm 7 thành viên đại diện cho các nhóm khác nhau của nền kinh tế:
1. Thống đốc, vị trí đương nhiên;
2. Phó Thống đốc cấp cao, vị trí đương nhiên;
3. Một thành viên được tiến cử bởi Bộ trưởng Tài chính;
4. Một thành viên được tiến cử bởi Thống đốc;
5. Một thành viên được tiến cử bởi Chủ tịch Ủy ban Dịch vụ Tài chính Hàn Quốc;
6. Một thành viên được tiến cử bởi Chủ tịch Phòng Thương mại và Công nghiệp;
7. Một thành viên được tiến cử bởi Chủ tịch hiệp hội Ngân hàng Hàn Quốc.

Các thành viên này được bổ nhiệm bởi Tổng thống theo nhiệm kỳ 4 năm ngoại trừ vị trí Phó Thống đốc với nhiệm kỳ 3 năm và có thể tái bổ nhiệm. Tất cả các thành viên phục vụ đủ thời gian và không thể bị miễn nhiệm trái với ý muốn. Thống đốc ngân hàng đảm nhiệm vị trí Chủ tịch Ủy ban.

## Thống đốc qua các thời kỳ
| #  | Thống đốc       | Bắt đầu              | Kết thúc             |
| -- | --------------- | -------------------- | -------------------- |
| 1  | Yong Suh Koo    | 5 tháng 6 năm 1950   | 18 tháng 12 năm 1951 |
| 2  | Yoo Taik Kim    | 18 tháng 12 năm 1951 | 12 tháng 12 năm 1956 |
| 3  | Chin Hyung Kim  | 12 tháng 12 năm 1956 | 21 tháng 5 năm 1960  |
| 4  | Eui Hwan Pai    | 1 tháng 6 năm 1960   | 8 tháng 9 năm 1960   |
| 5  | Ye Yong Chun    | 8 tháng 9 năm 1960   | 30 tháng 5 năm 1961  |
| 6  | Chang Soon Yoo  | 30 tháng 5 năm 1961  | 26 tháng 3 năm 1962  |
| 7  | Pyong Do Min    | 26 tháng 3 năm 1962  | 3 tháng 6 năm 1963   |
| 8  | Jungwhan Rhi    | 3 tháng 6 năm 1963   | 26 tháng 12 năm 1963 |
| 9  | Se Ryun Kim     | 26 tháng 12 năm 1963 | 25 tháng 12 năm 1967 |
| 10 | Jin Soo Suh     | 29 tháng 12 năm 1967 | 2 tháng 5 năm 1970   |
| 11 | Sung Whan Kim   | 2 tháng 5 năm 1970   | 1 tháng 5 năm 1978   |
| 12 | Byonghyun Shin  | 2 tháng 5 năm 1978   | 5 tháng 7 năm 1980   |
| 13 | Joon Sung Kim   | 5 tháng 7 năm 1980   | 4 tháng 1 năm 1982   |
| 14 | Yeung-Ki Hah    | 5 tháng 1 năm 1982   | 31 tháng 10 năm 1983 |
| 15 | Chang Nak Choi  | 31 tháng 10 năm 1983 | 7 tháng 1 năm 1986   |
| 16 | Sung Sang Park  | 13 tháng 1 năm 1986  | 26 tháng 3 năm 1988  |
| 17 | Kun Kim         | 26 tháng 3 năm 1988  | 26 tháng 3 năm 1992  |
| 18 | Soon Cho        | 26 tháng 3 năm 1992  | 14 tháng 3 năm 1993  |
| 19 | Myung Ho Kim    | 15 tháng 3 năm 1993  | 23 tháng 8 năm 1995  |
| 20 | Kyung Shik Lee  | 24 tháng 8 năm 1995  | 5 tháng 3 năm 1998   |
| 21 | Chol-Hwan Chon  | 6 tháng 3 năm 1998   | 31 tháng 3 năm 2002  |
| 22 | Park Seung      | 1 tháng 4 năm 2002   | 31 tháng 3 năm 2006  |
| 23 | Lee Seongtae    | 1 tháng 4 năm 2006   | 31 tháng 3 năm 2010  |
| 24 | Kim Choong-soo  | 1 tháng 4 năm 2010   | 31 tháng 3 năm 2014  |
| 25 | Lee Ju-yeol     | 1 tháng 4 năm 2014   | 31 tháng 3 năm 2022  |
| 26 | Rhee Chang-yong | 20 tháng 4 năm 2022  | Nay                  |